# Plan de Estímulo Económico de China
El Plan de Estímulo Económico de China fue un plan intervencionista que pretendió evitar que la crisis financiera de 2008 afecte a China, la segunda economía mundial (PIB PPA). Su núcleo central fue anunciado el 9 de noviembre de 2008.

## Anuncio
El Consejo de Ministros aprobó un plan para invertir cuatro billones de yuanes (586.000 millones de dólares) en el presupuesto de infraestructura y seguridad social hasta finales de 2010. El paquete de estímulo será invertido en áreas clave tales como vivienda, infraestructura rural, transporte, salud y educación, medio ambiente, industria, reconstrucción para desastres, creación de ingresos, reducción de impuestos y finanzas; es decir, una medida que hará aumentar su demanda nacional. Las exportaciones chinas están comenzando a decrecer ligeramente por los efectos de la desaceleración económica de los Estados Unidos y Europa y el gobierno del gigante asiático ya había recortado los principales tipos de interés tres veces en menos de dos meses en un intento de estimular la expansión económica.
Los principales líderes mundiales acogieron el plan de estímulo con beneplácito y los analistas económicos se congratularon por su magno tamaño y considerando que si China impulsa su propia economía, ayudaría a estabilizar la economía mundial. El anuncio del Plan de Estímulo hizo subir las bolsas de todo el mundo.
Detalles
El 15 de noviembre, se aclaró que primeramente el gobierno central proporcionaría un billón y 180.000 millones de yuanes de sus fondos y que además los banqueros chinos estaban considerando la posibilidad de establecer un fondo por valor de entre 600 millones y 800 millones de yuanes para la compra de acciones nacionales que figuran en la Bolsa de Valores de Shanghái, en particular los de la Shanghai Composite, en el caso de que el índice de Shanghái cayese a 1.500 puntos.